# Marcel-Paul-Straße

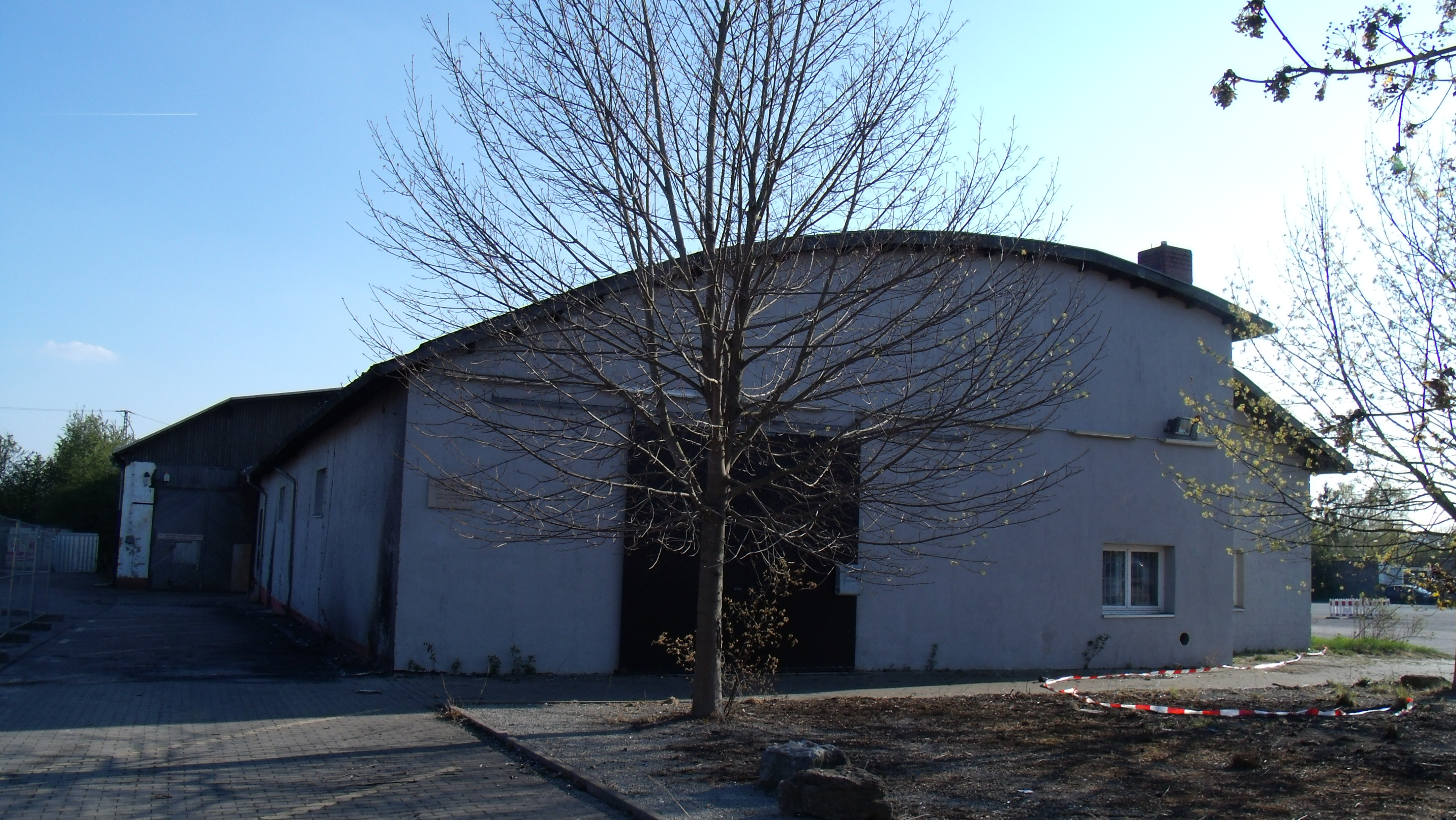
Halle mit Otto Hetzer Tafel

In Weimar-Nord gibt es die nach dem französischen kommunistischen Politiker Marcel Paul (1900–1982) benannte Marcel-Paul-Straße. Sie beginnt an der Allstedter Straße, wo sie gewissermaßen die Verlängerung der Rießnerstraße ist. Es gibt mehrere zu ihr gehörende Zufahrtswege bzw. einen Gartenverein. Sie ist Anliegerstraße, Verbindungsstraße, verkehrsberuhigter Bereich (Spielstraße). Sie reicht in westlicher Richtung bis zur B 7 und B 85. Der Abschnitt Marcel-Paul-Straße gehörte vormals auch zur Rießnerstraße.
Der Straßenzug bekam 1985 den Namen. Paul, der 1944 aus dem KZ Auschwitz in das KZ Buchenwald kam, weilte nach 1945 als Präsident des Internationalen Komitees Buchenwald-Dora mehrfach in Weimar. In diesem Bereich in der Nähe des Bahnhofs Weimar lagen die denkmalgeschützten Hetzerhallen, auch die nicht mehr erhaltene Hetzer-Villa und die als Gedenkort verbliebenen Reste der 2015 abgebrannten Viehauktionshalle Weimar im Bereich des ehemaligen Güterbahnhof Weimar.